# Lago Blanco (sjö i Argentina, Chubut, lat -45,88, long -71,21)
Lago Blanco är en sjö i Argentina.   Den ligger i provinsen Chubut, i den södra delen av landet, 1 700 km sydväst om huvudstaden Buenos Aires. Lago Blanco ligger 558 meter över havet. Arean är 0,35 kvadratkilometer. Den sträcker sig 1,4 kilometer i nord-sydlig riktning, och 0,8 kilometer i öst-västlig riktning.
Omgivningarna runt Lago Blanco är i huvudsak ett öppet busklandskap. Trakten runt Lago Blanco är nära nog obefolkad, med mindre än två invånare per kvadratkilometer.